# Raphaël Collin
Louis Joseph Raphaël Collin, född 17 juni 1850, död 21 oktober 1916, var en fransk konstnär.

## Biografi
Raphaël Collin, som var lärjunge till Alexandre Cabanel, älskade att framställa mytologiska och arkadiska motiv, präglade av behagfull sensualism. Stor popularitet vann hans målningar i Sorbonne, Opéra-Comique, Théâtre de l'Odéon med flera platser. Collin gjorde sig även känd som porslinsmålare.
Han finns bland annat representerad på Göteborgs konstmuseum med den monumentala oljemålningen Sommaren.

## Galleri

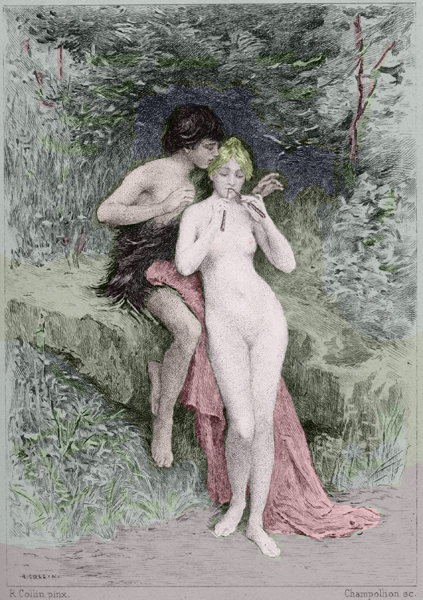
Dafnis och Chloe (1877)
Sommaren (1884)
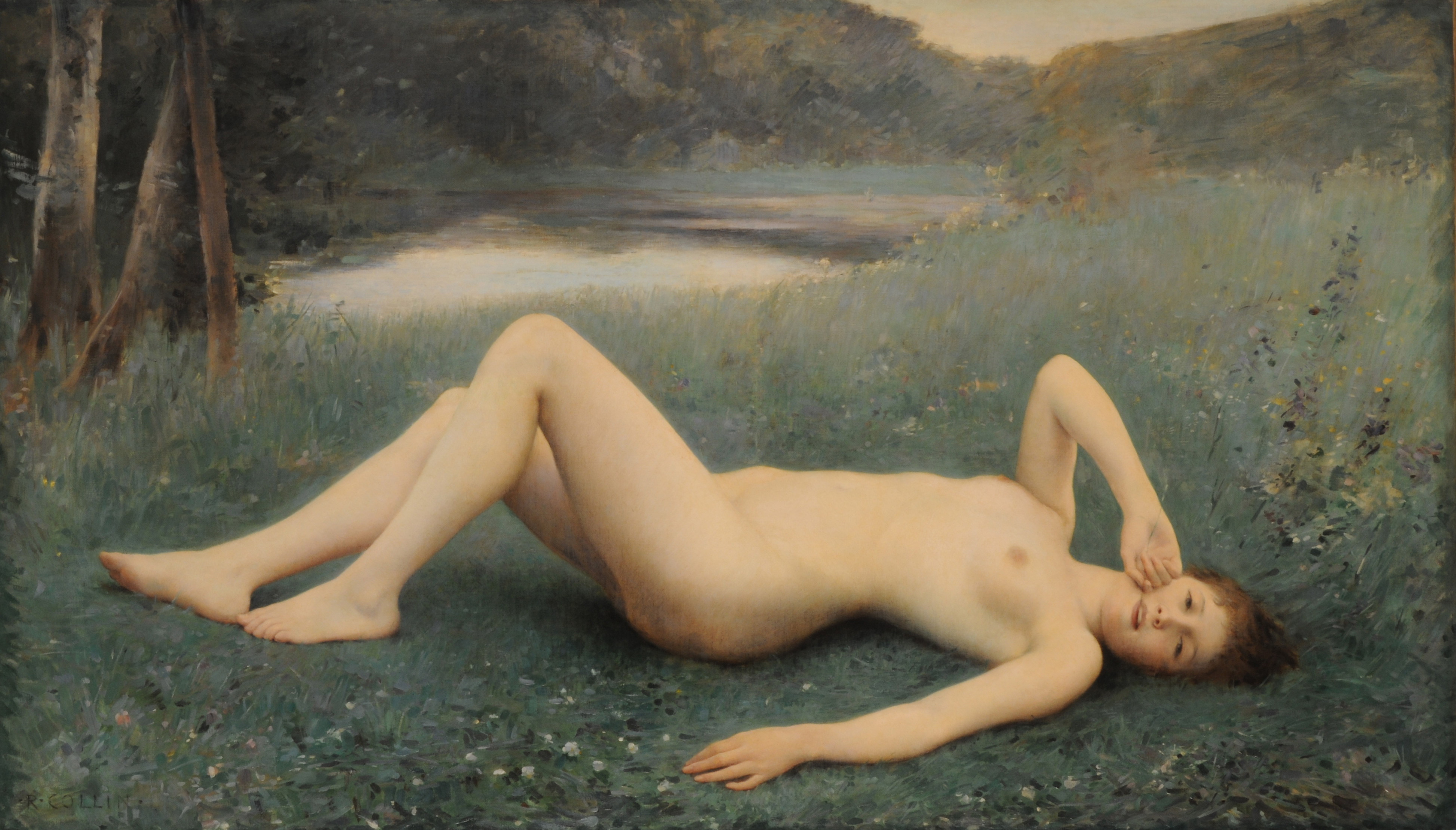
Floréal (1888)
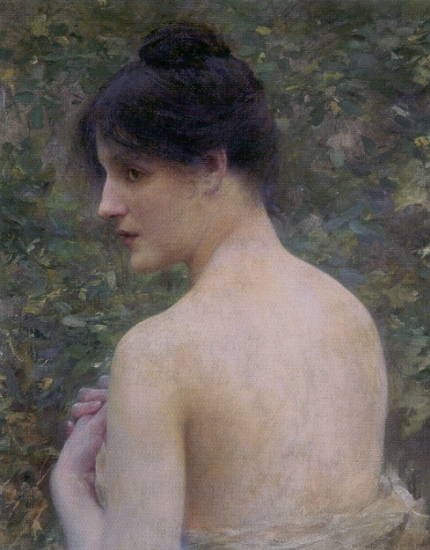
Skönhetsporträttet (1889)
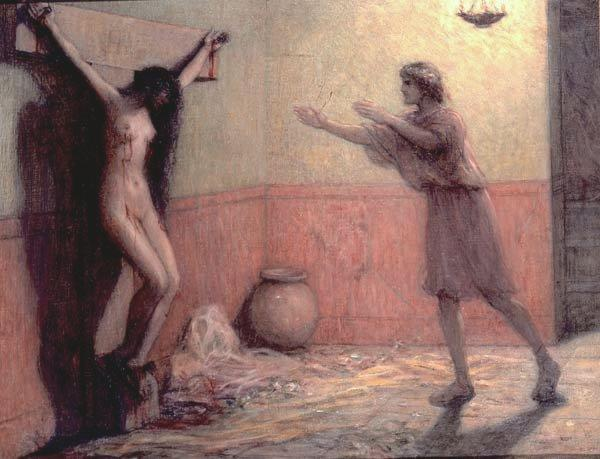
Korsfäst kvinna motiv från Pierre Louÿs Aphrodite (1890)
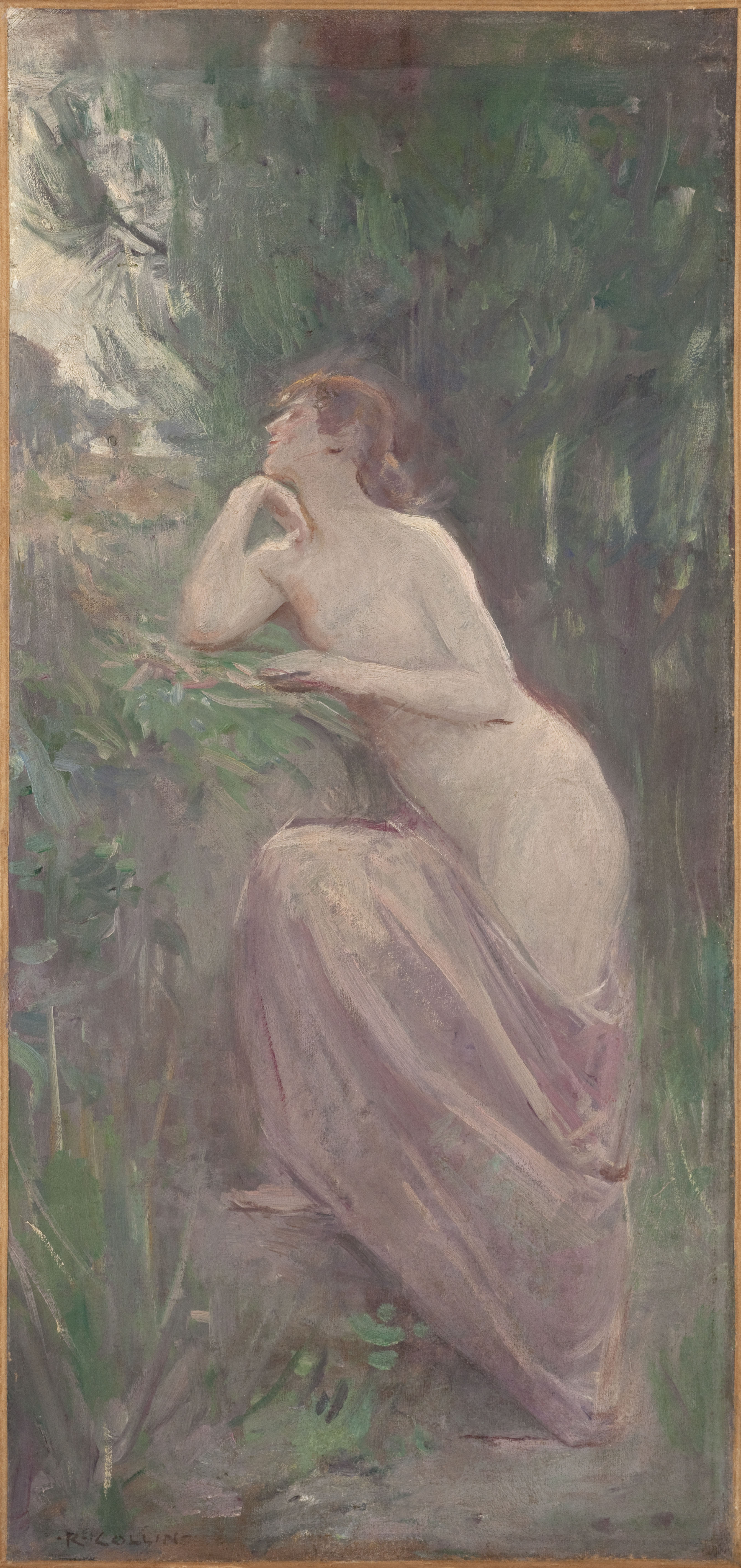
Poesi, skiss till Hôtel de Ville i Paris (mellan 1890 och 1893)